# SS Hodder
Pour les articles homonymes, voir Hodder.
SS Hodder est un navire de fret construit pour la Lancashire and Yorkshire Railway en 1910.

## Histoire
Il a été construit par William Dobson and Company in Walker Yard pour le Lancashire and Yorkshire Railway  et a été lancé le 10 janvier 1910. Dans un début peu prometteur pour sa carrière, il est entré en collision le 2 mars 1910 sur l'Elbe avec le navire Avondale Castle de l'Union-Castle Line.
En 1922, le navire a été transféré à la London and North Western Railway et en 1923 à la London, Midland and Scottish Railway.
Le 3 février 1925, Joseph Rockett, âgé de 53 ans, aidait à déplacer le bateau dans les Goole Docks. Il marchait dans la spirale d'un câble métallique, qui s'est tendu, et son pied droit a été arraché, au-dessus de la cheville et sa jambe gauche a été fracturée.
Le 21 décembre 1936, le Hodder est arrivé à Goole de Hambourg avec quatre éléphants. Les éléphants ont été débarqués du navire, et ont été conduits à un wagon ferroviaire. Trois des éléphants ont été chargées avec succès dans le wagon, mais le quatrième a refusé. Il se trouve que le même éléphant avait eu un accident dans les docks Goole deux ans auparavant quand il entra dans un wagon et une partie du plancher a cédé. Finalement, il a été attaché à l'un des autres éléphants. Le train est parti avec cinq heures de retard.
En 1946, il a été transféré à la route de Holyhead à Dublin.
Il a été mis hors service le 15 novembre 1956 par Clayton & Davie at Dunston on Tyne.